# László Dankó
László Dankó (* 22. April 1939 in Szarvas; † 25. Juni 1999) war ein ungarischer Geistlicher und römisch-katholischer Bischof von Kalocsa-Kecskemét.

## Leben
László Dankó empfing am 16. Juni 1963 in Szeged das Sakrament der Priesterweihe. 1983 wurde er zum Päpstlichen Ehrenprälaten ernannt.
Papst Johannes Paul II. ernannte ihn am 3. März 1987 zum Titularbischof von Midila und zum Apostolischen Administrator für das Erzbistum Kalocsa.
Der Erzbischof von Esztergom-Budapest, Kardinal László Paskai, weihte ihn am 2. Mai 1987 zum Bischof. Mitkonsekratoren waren Bischof Kornél Pataky von Győr und Bischof József Udvardy von Szeged-Csanád.
Am 5. Juni desselben Jahres wurde er zum Erzbischof von Kalocsa-Kecskemét ernannt.